# Oliver Bender
Oliver Marcus Bender (* 2. Oktober 1982 in Gummersbach) ist ein deutscher Schauspieler und Synchronsprecher.

## Leben
In Gummersbach geboren, wuchs Oliver Bender in der benachbarten Kleinstadt Bergneustadt auf. Zum Schauspielberuf kam er eher durch Zufall. Bei einem VIVA-Moderationscasting (2003) fiel er auf und spielte anschließend in der Doku-Soap Die Casting Agentur (2003 bis 2004) auf ProSieben mit.
Danach übernahm er 2004 die Rolle des Tim Böcking in der Daily-Soap Gute Zeiten, schlechte Zeiten, wo er bis 3. März 2009 regelmäßig zu sehen war. Im September und Oktober 2009 sowie im September 2010 war er in befristeten Gastauftritten nochmals in der Serie zu sehen.
2009 folgte die Kinoproduktion Das kalte Abi, der Tatort-Krimi Tod auf dem Rhein, diverse Kurzfilme, Synchron- und Sprecherjobs sowie eine Webserie.
2010 übernahm er in den Fernsehserien Notruf Hafenkante und Alarm für Cobra 11 jeweils eine Episodenrolle. In der 2. Staffel von Lasko – Die Faust Gottes, die ab Oktober 2010 auf RTL zu sehen war, übernahm er die durchgehende Rolle des Novizen Michael.
Oliver Bender war von 2008 bis 2010 mit Schauspielkollegin Jessica Ginkel liiert.
2011 drehte Oliver Bender überwiegend Kurzfilme und Piloten, bis er von 2012 bis 2014 die durchgehende Rolle des Patrick Klug in der ARD-Vorabendserie Heiter bis tödlich: Hauptstadtrevier an der Seite von Friederike Kempter, Matthias Klimsa, Kirsten Block, Torsten Michaelis und Floriane Daniel übernahm.
Außerdem arbeitet Oliver Bender seit 2011 auch vermehrt als Synchronsprecher. Er leiht u. a. Matt McGorry in der Netflix-Serie Orange Is the New Black seine Stimme oder den Zeichentrickfiguren Jay in BigMouth und Bow in She-Ra und die Rebellenprinzessinnen.
2015 spielte er in der Seifenoper Mila auf sixx den Schönheitschirurgen Dr. Julian Hofer.
Von 2016 bis 2019 war in diversen Episodenhauptrollen u. a. bei Soko Stuttgart, In aller Freundschaft, Beck is Back! und Kurzfilmen zu sehen. Der 2017 gedrehte Kinderfilm Mick erhielt mehrere Auszeichnungen als Bester Kinderfilm bei diversen Kurzfilmfestivals.

## Filmografie (Auswahl)
- 2003: Die Casting Agentur
- 2004–2008, 2009: Gute Zeiten, schlechte Zeiten (Seifenoper)
- 2005: weg (Kurzfilm)
- 2005: spring (Kurzfilm)
- 2006: BlowBack (Kurzfilm)
- 2007: schlaflos (Kurzfilm)
- 2007: Passage33
- 2008: BlowBack reloaded (Kurzfilm)
- 2009: Kaltes Abi
- 2009: Doc Love (Webserie)
- 2010: Tatort: Tod auf dem Rhein
- 2010: Ein anderes Thema (Kurzfilm)
- 2010: Lasko – Die Faust Gottes (Fernsehserie)
- 2010: Notruf Hafenkante – Der Preis des Glücks (Fernsehserie)
- 2010: Frühlings Fall
- 2010: Alarm für Cobra 11 – Die Autobahnpolizei (Fernsehserie)
- 2011: Das Angebot (Kurzfilm)
- 2012: Regenbogen (Kurzfilm)
- 2012–2014: Heiter bis tödlich: Hauptstadtrevier (Fernsehserie)
- 2013: Kiss and go (Kurzfilm)
- 2014: Samstag in acht Tagen (Kurzfilm)
- 2014: SOKO Stuttgart (Fernsehserie)
- 2014: Ich zünd' dir 'nen Mercedes an (Kurzfilm)
- 2015: Mila (Fernsehserie)
- 2017: In aller Freundschaft (Fernsehserie)
- 2017: Mick (Kinokurzfilm)
- 2018: Beck is back! (Fernsehserie)
- 2018: BOHEMIAN BROWSER BALLETT (Webserie)
- 2019: SOKO Stuttgart (Fernsehserie)
- 2022: Fritzie – Der Himmel muss warten (Fernsehserie)

## Synchronrollen (Auswahl)
- 2017: Tote Mädchen lügen nicht (Fernsehserie)
- 2018–2020: Big Mouth (Hauptrolle: Jay Bilzerian)
- 2018–2019: She-Ra und die Prinzessinnen (Hauptrolle: Bow)